# Silene austroiranica
Silene austroiranica är en nejlikväxtart som beskrevs av Karl Heinz Rechinger. Silene austroiranica ingår i släktet glimmar, och familjen nejlikväxter. Inga underarter finns listade i Catalogue of Life.